# Bruno Krug
Erdmann Gustav Bruno Krug (* 27. September 1874 in Leipzig; † 3. September 1964 in Annaberg-Buchholz) war ein deutscher Kommunalpolitiker. Er war von 1914 bis 1934 Erster Bürgermeister der Stadt Annaberg im sächsischen Erzgebirge. 

## Leben
Der promovierte Krug, der seit 1914 erfolgreich als Annaberger Bürgermeister tätig war, wurde von der NSDAP gedrängt, sein Amt freiwillig niederzulegen. So stellte er den Antrag auf Versetzung in den Ruhestand zum 1. Oktober 1934, der vom Sächsischen Staatsministerium des Innern genehmigt wurde. Dadurch konnte der Alte Kämpfer Max Dietze in Annaberg das Amt des Ersten Bürgermeisters problemlos übernehmen.